# فناوری پرنده‌ای بی‌جان است
فناوری پرنده‌ای بی‌جان است (به انگلیسی: Technology Is a Dead Bird) تنها آلبوم استودیویی از مارس آرگو می‌باشد که در ۶ نوامبر سال ۲۰۰۹ از طریق بندکمپ و بعدها در آی‌تیونز منتشر گردید. نسخهٔ  بی‌کلام این آلبوم یک ماه بعد، در ۱۱ دسامبر سال ۲۰۰۹ روی بندکمپ قرار گرفت با این هدف که یوتیوبرهای تازه‌کار بتوانند از آن به‌عنوان موسیقی پس‌زمینهٔ ویدیوهایشان استفاده کنند. یک آلبوم چندآهنگه با نسخه‌های آکوستیک اجرا شده در ابتدا روی یوتیوب، با عنوان جلسات اینترنتی در ۱۰ اوت سال ۲۰۱۰ منتشر شد.